# Rio Trairi (Ceará)
O Rio Trairi é um rio que banha o estado do Ceará, no Nordeste do Brasil.
O rio corta o município homônimo de Trairi, nome este que vem do tupi e significa "rio das traíras". Suas águas formam diversas lagoas e lagamares, pelo percurso, até desaguar no Oceano Atlântico.